# جيفري ألين
جيفري فرانسيس ألين  (25 أغسطس 1902 – 8 نوفمبر 1982) كان ثالث أسقف لديربي.
تلقى جيفري ألين تعليمه في كلية دولويتش  وكلية أكسفورد الجامعية ، وبعد التدريب في ريبون هول رُسم في عام 1927. بعد فترة قصيرة من ادارته لكنيسة المخلص ، ليفربول ، كان قسيسًا في كليته اللاهوتية القديمة ، وزميلًا في كلية لينكولن ، أكسفورد ، ومحاضرًا في كلية يونيون اللاهوتية ، كانتون ، ونائب عميد كاتدرائية سانت فيليب ، برمنغهام ثم رئيس شمامسة برمنغهام ، 1944 - 1947.
رُقي أسقفًا في مصر عام 1947وخدم فيها الي أواخر يوليو 1952 حيث قدم استقالته وعاد إلى إنجلترا .  أصبح عميد لقاعة ريبون في ديسمبر.  خلال الفترة التي قضاها في ريبون ، تم تعيينه مساعدًا لأسقف أكسفورد. تم تعيينه أسقفا لديربي  وكان حقل تنصيبه في كاتدرائية ديربي في 4 يوليو 1959, حيث خدم أسقفا لديربي حتى عام 1969. 